# Ахмед ибн Рамазан
Шахабуддин Ахмед-бей, Ибн Рамазан (тур. Şahabüddin Ahmed Bey, Ibn Ramazan) — представитель династии Рамазаногуллары, в 1384—1416 годах правивший одноимённым буферным бейликом (эмиратом). Бейлик Рамазаногуллары был расположен у северных границ Мамлюкского султаната, а его правители были вассалами мамлюкских султанов. Ахмед иногда подчинялся мамлюкам, а иногда действовал в оппозиции им. Ахмеда называют знаменитым и наиболее важным повелителем династии Рамазаногуллары.

## Биография
Шахабуддин Ахмед-бей был одним из сыновей Рамазана-бея, предка-эпонима династии и бейлика Рамазаногуллары. Бейлик был расположен в Киликии, в буферной зоне между Османской империей и Мамлюкским султанатом, и вассально зависел от мамлюков, поэтому его правители номинально считались мамлюкскими наибами. Центром бейлика была Адана. Рамазан умер, вероятно, в начале 1354 года, после него бейликом правил его сын Ибрагим, брат Ахмеда. В 1384 году Ибрагим вместе с ещё одним братом Кара Мехмедом был казнён после того, как восстал против мамлюков. После казни Ибрагима и Кара Мехмеда наибом Аданы и вождём туркменов-урегир стал Ахмед. Правление Ахмеда датируется 1384—1416 годами (Бабингер датировал начало его правления 1379 годом).
Во время правления бейликом Ахмеда-бея государство мамлюков было охвачено последовательными восстаниями эмиров. Беи приграничных бейликов Рамазаногуллары и Дулкадирогуллары решили воспользоваться нестабильностью в султанате. В самом начале своего правления в 1384 году Ахмед-бей участвовал вместе с Халилом-беем в осаде Мараша, но эмир Елбога, мамлюкский наиб Алеппо, победил их и заставил подчиниться. Позже в том же году Ахмед (названный в мамлюкских источниках «Ибн Рамазан») приехал в Каир и мамлюкский султан Баркук «одел его в хилат» (почетное одеяние, халат).
В 1386 году султан Баркук, уставший от восстаний Халила-бея Дулкадироглу, организовал его убийство. После смерти Халила Ахмед-бей Рамазаноглу больше не выступал против Баркука. В 1388/89 году Ахмед участвовал в подавлении мятежа, поднятого против Баркука мамлюкскими наибами Малатьи и Алеппо, Минташем и Елбогой. В донесении наиба Сиса от 22 января 1389 года сообщалось, что Ахмед ибн Рамазан со своими туркменами преследовал наиба Малатьи Минташа и примкнувшего к мятежу Сули Дулкадироглу, брата Халила. В донесении сообщалось, что войско Ахмеда захватило имущество мятежников и их гаремы, перебило множество их солдат. В июле 1401 года после того, как арабский эмир Нуайр, тесть Минташа, осадил Алеппо, к Ахмеду с просьбой о помощи обратился Тимурташ, новый наиб города. Ахмед-бей помог Тимурташу и победил Нуайра. В следующем году Ахмед впервые с 1386 года принял участие в мятеже — он встал на сторону Тимурташа, восставшего против мамлюков, однако оба они потерпели поражение от вновь назначенного наиба Алеппо, Токмака.
По словам аль-Макризи, в донесении султану Фараджу из Алеппо в 1400/01 году сообщалось, что Ахмед-бей и несколько других туркменских беев спасли Алеппо от войск Тамерлана и убили более 3000 воинов, однако эта информация не подтверждена другими источниками.
В следующем году Ахмед-бей принял в Адане мамлюкского наиба Дамаска, эмира Сейфеддина Тагриберди, отца каирского придворного хрониста Ибн Тагриберди. Затем он участвовал в кампании наиба Алеппо Тимурташа против эмира Антакьи. После этого Тимурташ пригласил Дулкадироглу Али и примирил его с Ахмедом-беем. Дочь Ахмеда-бея стала главной женой Фараджа. В 1410 году Ахмед-бей отправился в Египет, чтобы навестить дочь и зятя. В последующие годы после казни Фараджа, Ахмед-бей встал на сторону султана Аль-Муайяда Шейха в его борьбе против Навруза, одного из мамлюкских эмиров.
Поскольку Мехмет-бей Караманид с сыном Мустафой некоторое время находился в плену у османов, Ахмет-бей воспользовался этим и после семи месяцев осады в 1415 году захватил Тарс (ранее захваченный Караманидом). В Тарсе стали читать хутбу с именем мамлюкского султана, а правителем города был назначен сын Ахмеда-бея Ибрагим. После освобождения из османского плена караманид Мустафа вернул город, воспользовавшись конфликтом между мамлюкскими эмирами Сирии и Египта. В попытке установить мир и сделать Рамазаногуллары своими союзниками Мехмет-бей отдал замуж за Ибрагима ибн Ахмеда свою дочь.
Источники датируют смерть Ахмеда и начало правления Ибрагима разными датами от 810 до 819 года Хиджры, но наиболее вероятно, что Ахмед скончался в 1417 году (в конце 819).
Ахмеда называют знаменитым и наиболее важным представителем династии Рамазаногуллары. Помимо Аданы он держал под своим управлением Сис, Аяс, Мисис и Тарс.